# 菅谷政貞
菅谷政貞（すげのや まささだ、永正15年（1518年） - 文禄元年（1592年））は、戦国時代から安土桃山時代にかけての武将。小田氏の家臣。左衛門大夫、摂津守を称した。後に入道して全久と号す。菅谷勝貞の子。子に菅谷範政。

## 生涯
永正15年（1518年）、常陸国の戦国大名・小田氏の家臣である菅谷勝貞の子として誕生。菅谷氏は赤松氏や紀氏、菅原道真の後裔を称した。
父同様、主君・小田氏治に忠義を尽くした。氏治が佐竹氏に小田城を奪われると、氏治を居城の土浦城へ迎えて、小田城を何度も奪還した。しかし1583年、氏治が佐竹氏に臣従したため、やむなくこれに従ったという。
文禄元年（1592年）、死去。